# ناصر توحیدی
ناصر توحیدی (زاده ۲۳ آبان ۱۳۱۸ در کاشان) پژوهشگر مهندسی مواد و استاد بازنشستهٔ دانشگاه تهران است.
 او برای نگارش دو کتاب  تولید فولاد و چدن از آهن اسفنجی و احیای مستقیم: تئوری تولید آهن اسفنجی  دو بار برگزیدهٔ کتاب سال ایران شد.